# Chris O'Hare
Chris O'Hare (West Linton, 23 novembre 1990) è un mezzofondista britannico.

## Palmarès
| Anno | Manifestazione          | Sede           | Evento       | Risultato  | Prestazione | Note                                     |
| ---- | ----------------------- | -------------- | ------------ | ---------- | ----------- | ---------------------------------------- |
| 2013 | Mondiali                | Mosca          | 1500 m piani | 12º        | 3'46"04     |                                          |
| 2014 | Mondiali indoor         | Sopot          | 1500 m piani | Batteria   | 3'40"06     |                                          |
| 2014 | Giochi del Commonwealth | Glasgow        | 1500 m piani | 6º         | 3'40"63     |                                          |
| 2014 | Europei                 | Zurigo         | 1500 m piani | Bronzo     | 3'46"18     |                                          |
| 2015 | Europei indoor          | Praga          | 1500 m piani | Bronzo     | 3'38"96     | Miglior prestazione personale stagionale |
| 2015 | Mondiali                | Pechino        | 1500 m piani | Semifinale | 3'44"36     |                                          |
| 2016 | Mondiali indoor         | Portland       | 1500 m piani | 8º         | 3'46"50     |                                          |
| 2016 | Giochi olimpici         | Rio de Janeiro | 1500 m piani | Semifinale | 3'44"27     |                                          |
| 2017 | Mondiali                | Londra         | 1500 m piani | 12º        | 3'38"28     |                                          |
| 2018 | Mondiali indoor         | Birmingham     | 1500 m piani | 8º         | 4'00"65     |                                          |
| 2018 | Giochi del Commonwealth | Gold Coast     | 1500 m piani | 8º         | 3'39"04     |                                          |
| 2019 | Europei indoor          | Glasgow        | 3000 m piani | Argento    | 7'57"19     |                                          |